# Art déco
Art déco (okrajšava za francosko art décoratif - 'dekorativna umetnost')  je bilo gibanje v zgodovini oblikovanja med letoma 1920 pa do 1940, ki je vključevalo oblikovanje predmetov na vseh področjih življenja, kot so arhitektura, pohištvo, avtomobile, oblačila moda, nakit ali potrošniško blago.
V času svojega razcveta je Art déco predstavljal razkošje, glamur, živahnost in vero v družbeni in tehnološki napredek. Navdušenje in optimizem v povojni Evropi in Ameriki sta dala osnove za ta bleščeč in eleganten slog dekoriranja.

## Funkcije
Art déco je v času razvoja veljal za ultra moderen slog, pa vendar je črpal navdih tudi iz antike. Umetniki in oblikovalci so kombinirali stare motive z industrijskimi in geometrijskimi oblikami, z bleščečimi tkaninami, ogledali, srebrnimi, zlatimi ter kromiranimi okvirji, in podobno.
Ime označuje prevlado dekorativnih elementov in namen načrtovanja v Art déco. Značilnost je stilizirano zastopanje in obseg cvetličnih in organskih motivov. Pomanjkanje sence in naravnosti promovira najnovejši in pogosto presenetljiv vtis o umetnosti tega obdobja. Industrijska proizvodnja in brezskrbna, eklektična mešanica slogovnih elementov iz različnih okolij, so bili pomembni predpogoji.

## Izvor
Nekateri zgodovinarji sledijo koreninam decoja k Svetovni razstavi EXPO 1900 . Po tej razstavi je skupina umetnikov vzpostavila neformalno združenje znano kot La Société des Artistes décorateurs za promocijo francoske obrti. Med njimi so bili Hector Guimard, Eugene Grasset, Raoul Lachenal, Paul Bellot, Maurice Dufrene in Emile Decoeur. Za te umetniki pravijo, da so vplivali na načela Art décoja. 
Art déco era je pogosto datirana v leto 1925, ko je bila organizirana Exposition Internationale des Arts Décoratifs et Industriels Modernes, ki je predstavila nove ideje v uporabni umetnosti, čeprav je bil slog v Franciji že več let pred tem datumom v polni veljavi. Na déco je močno vplivala pre-moderna umetnosti iz celega sveta in videna v Musée du Louvre, Musée de l'Homme in Musée national des Arts d'Afrique et d'Océanie. V 1920-tih so cenovno ugodna potovanja omogočala in situ poznavanje drugih kultur. Priljubljeno je bilo zanimanje za arheologijo zaradi izkopavanj Pompejev, Troje, grobnice Tutankamona, itd., umetniki in oblikovalci so integrirali motive iz starega Egipta, Mezopotamije, Grčije, Rima, Azije, Srednje Amerike in Oceanije z elementi industrijske revolucije.
Art déco je vplival tudi na kubizem, konstruktivizem, funkcionalizem, modernizem in futurizem. 
Leta 1905, pred nastopom kubizma, je Eugène Grasset napisal in objavil  Méthode de Composition Ornementale, Éléments Rectilignes,  v katerem je sistematično raziskoval dekorativne (okrasne) vidike geometrijskih elementov, oblik, motivov in njihovih različic, v nasprotju z (in kot odstopanje od) valovitim secesijskim slogom Hectorja Guimarda, tako priljubljenega v Parizu nekaj let prej. Grasset je poudarjal načelo, da so različne preproste geometrijske oblike, kot so trikotniki in kvadrati osnova vseh dogovorov glede sestave.
Leta 1907 je v Salon d'Automne v Parizu, Georges Braque razstavljal Viaduc à l'Estaque (proto-kubistično delo), ki je zdaj v Minneapolis Institute of Arts. Hkrati pa je bila retrospektivna razstava 56 del Paula Cézanna, kot poklon umetniku, ki je umrl leta 1906. Cézanna je zanimala poenostavitev oblik geometrijskih teles: valja, krogle, stožca.
Paul Iribe je ustvarjal za modnega oblikovalca Paula Poireta estetske modele, ki so šokirali pariško družbo s svojo novostjo. Te slike so bile zbrane v albumu, Les Robes de Paul Poiret racontée par Paul Iribe, objavljenem leta 1908. 
Leta 1910 v Salon des Indépendants, Jean Metzinger, Henri Le Fauconnier in Robert Delaunay razstavljajo skupaj v sobi 18 in razkrivajo javnosti prvič "mobilno perspektivo" v svoji umetnosti, ki bo kmalu postala znana kot kubizem. Nekaj mesecev kasneje je Salon d'Automne povabil Münchenske umetnike, ki so že več let delali s preprostimi geometrijskimi oblikami. Vodilna med 1910 in 1912, sta se francoska oblikovalca André Mare in Louis Sue obrnila proti kvazi-mističnemu zlatemu rezu, v soglasju z Pitagorovo in platonsko tradicijo, daje njihovim delom kubistično senzibilnost.
Med letoma 1910 in 1913 je Pariz videl gradnjo Théâtre des Champs-Élysées, na 15 avenue Montaigna, še en znak radikalnih estetskih sprememb, ki jih je pariška družba doživljala v tistem času. Stroga sestava njegove fasade, ki jo je zasnoval Auguste Perret, je imeniten primer zgodnjega Art décoja. Stavba vključuje zunanje bas reliefe Antoina Bourdella, kupolo Maurica Denisa, slike Edouarda Vuillarda in Jacqueline Marval in oblikovanje odrske zavese Ker-Xavierja Roussela.
Umetniki iz Section d'Or so razstavljali (leta 1912) precej bolj širši javnosti dostopna dela kot analitični kubizem Picassoja in Braqueja. Kubistični besednjak je bil pripravljen, da bi pritegnil modo, pohištvo in notranje oblikovalce. 
Te revolucionarne spremembe, ki so se pojavile na začetku 20. stoletja, so povzete v  spisih André Vera iz leta 1912. Slog Le Nouveau, ki je objavljen v reviji L'Art décoratif, izraža zavrnitev secesijskih oblik (asimetrične, večbarvne in slikovite) in se zavzema za simplicité volontaire, symétrie manifeste, l'ordre et l'harmonie teme, ki so sčasoma postale vseprisotne v okviru Art décoja. [26
Red, barva in geometrija: bistvo Art déco besednjaka je bil narejen manifest pred letom 1914.
Nekaj let po prvi svetovni vojni, leta 1927, so kubisti Joseph Csáky, Jacques Lipchitz, Louis Marcoussis, Henri Laurens, kipar Gustave Miklos in drugi sodelovali v dekoraciji Studio House na rue Saint-James, Neuilly-sur-Seine, ki ga je zasnoval arhitekt Paul Ruaud in je bil v lasti francoskega modnega oblikovalca Jacquesa Douceta, tudi zbiralca post-impresionističnih in kubističnih slik (vključno Les Demoiselles d'Avignon, ki jo je kupil neposredno od Picassovega studia). Laurens je zasnoval vodnjak, Csáky Doucetovo stopnišče, Lipchitz je postavil kamin in Marcoussis je naredil kubistično preprogo.

### La Maison Cubiste(Kubistična hiša)
V oddelku Art Décoratif iz 1912 Salon d'automne, je razstavljena arhitekturna instalacija, ki je hitro postala znana kot La Maison Cubiste (kubistična hiša). Fasado je oblikoval Raymond Duchampa-Villon, notranjostjo André Mare skupaj s skupino sodelavcev. " Marejevi elementi so bili sprejeti kot okvir za kubistična dela, ker so slike in skulpture kazale svojo neodvisnost", piše Christopher Green, "ustvarjale igro kontrastov, zato je sodelovanje ne le Gleizes in Metzingerja, temveč tudi Marie Laurencin, bratov Duchamp in Marejeva  stara prijatelja Léger in Roger de La Fresnaye ". 
La Maison Cubiste je popolnoma opremljena hiša, s stopniščem, kovano ograjo, dnevno sobo - Salon Bourgeois, kjer so obešene slike Marcela Duchampa, Jean Metzingerja, Albert Gleizesa, Marie Laurencin in Fernanda Légerja in spalnico. To je bil zgodnji primer L'art décoratif, dom, v katerem je kubistična umetnost prikazana v udobju in slogu sodobnega, meščanskega življenja. Gledalci v Salon d'automne so prečkali model spodnjega dela fasade v polnem merilu 10x3-m. Ta arhitekturna instalacija je bila nato razstavljena leta 1913 na Armory Show v New Yorku, Chicagu in Bostonu, z naslovom Facade architectural, plaster ( Façade architecturale). 

## Atributi
Déco poudarja geometrijske oblike: krogle, poligone, pravokotnike, trapeze, cik-cak, našitke in sunburst motive. Elementi so pogosto razporejeni v simetričnih vzorcih. Sodobni materiali, kot so aluminij, nerjaveče jeklo, bakelit, krom in plastika so se pogosto uporabljali. Vitraji, vložki in lak so bili tudi pogosti. Barve so običajno živahne in visoke kontrastne.

## Vpliv
Art déco je bil po vsem svetu priljubljen slog in vplival na številna področja oblikovanja. Pogosto je bil uporabljen v potrošniških izdelkih kot so avtomobili, pohištvo, kuhinjski pripomočki, porcelan, tekstil, nakit, ure in elektronskih predmeti, kot so radijski aparati, telefoni in glasbeni avtomati. Vplival je tudi na arhitekturo, notranje oblikovanje, industrijsko oblikovanje, modo, grafično umetnost in kino.
V 1930-tih se je Art déco v veliki meri uporabljal za projekte javnih del, železniške postaje, prekooceanske ladje (vključno z Île de France, Queen Mary in Normandie), filmske palače in zabaviščne parke.
Po drugi svetovni vojni se je priljubljenost Art décoja zmanjšala, saj je bil označen kot pisan in neprimerno razkošen. Preporod interesa se je začel v 1960-tih. Déco je ponovno navdihoval oblikovalce in se pogosto uporabljal v sodobni modi, nakitu in izdelkih za osebno nego. 

## Art Moderne
Slog, povezan z Art décoje je Art Moderne (tudi Streamline Moderne), ki se je pojavil v času od sredine 1930-tih. Streamline je bil pod vplivom sodobnih aerodinamičnih načel, razvitih za letalstvo in balistiko za zmanjšanje zračnega trenja pri visokih hitrostih. Oblikovalci so ta načela uporabljali pri avtomobilih, vlakih, ladjah in celo predmetih, ki niso bili namenjeni za premikanje, kot so hladilniki, bencinske črpalke in stavbe.
Eno od prvih proizvedenih vozil v tem slogu je Chrysler Airflow iz leta 1933. Na tržišču je bil neuspešen, vendar sta lepota in funkcionalnost v zasnovi pomenila precedens. 
Racionalizacija je hitro vplivala na avtomobilski dizajn in razvila pravokotno, kočiji podobno obliko z aerodinamičnimi linijami, simetrijo in klinastih oblik. Ti modeli so bili še vedno popularni po drugi svetovni vojni. 

## Področja

### Uporabni predmeti in industrijsko oblikovanje
- Art-déco kip, Demetre Chiparus
- Škatla za kekse namenjena Emanuelu Josefu Margoldu za Bahlsen, 1917
- Art-Déco stol
- Parker Duofold namizni komplet

### Arhitektura
Primer zaprtega mestnega kopališča v slogu Art Déco je v Reimsu, ki je bil ponovno obnovljen leta 1920, potem ko je bil uničen v 1. svetovni vojni, ali Napier (Nova Zelandija) z rekonstrukcijo po potresu Hawkes Bay leta 1931. Prav tako je znano, da je okrožje Art déco v mestu Miami Beach. Manj znano je, da je v glavnem mestu Zahodne Jave, Bandungu, v tistem času tudi imenovan "Pariz iz Jave", veliko zanimivih art déco stavb, kot so Villa Isola (arhitekt C.P. Wolff Schoemaker) ali Hotel Savoy Hohmann. Številne nove stavbe v Bandungu še vedno izhajajo iz stavb Art décoja v mestu.
- Poslopje Chrysler v New Yorku (zgrajeno 1930)
- Teatro Éden v Lizboni (zgrajen 1931)
- Rodgers Theatre v Poplar Bluff v Missouriju (zgrajen 1949)
- Tuschinski Theater v Amsterdamu (zgrajen 1922)
- Stopnišče v ljubljanskem Nebotičniku (zgrajeno 1933)

Glavno mesto Eritreje, Asmara je bila zgrajena leta 1930 v slogu Art déco.
Berlinsko gledališče Renaissance je edino v celoti ohranjeno Art déco gledališče v Evropi.  Zadnja velika kinodvorana v slogu Art déco v Nemčiji, Metropol v Bonnu, je bila izgubljena, ko je novi lastnik stavbe kupil leta 2005, leta 2010, po rušenju déco notranjosti pa pretvorjena v knjigarno. Ena izmed redkih muzejskih stavb v slogu Art déco je kompleksen muzej Grassi v Leipzigu, v katerem je stebriščna dvorana ena izmed najpomembnejših notranjosti te arhitekture.  Peta največja cerkev na svetu, Nationalbasilika des Heiligen Herzens v Bruslju, je zgrajena v art-déco slogu. Eden izmed redkih objektov v Aziji, ki je bila zgrajena v slogu Art déco je stavba Manila Metropolitan Theatre. 

## Sklic
1. ↑  Duden online: Art déco[mrtva povezava]
2. ↑  »Société des Artistes Décorateurs: Definition from«. Answers.com. Pridobljeno 8. julija 2010.
3. ↑  Duncan, Alastair (1988). Encyclopedia of Art Deco. Headline Book Publishing. ISBN 978-0-7472-0083-3.
4. ↑  »Eugène Grasset, ''Méthode de composition ornementale, Éléments rectilignes'', 1905, Librarie Centrale des Beaux-Arts, Paris (in French)« (v francoščini). Gallica.bnf.fr. Pridobljeno 18. decembra 2012.
5. ↑  Les Robes de Paul Poiret racontée par Paul Iribe, P. Poiret, 1908, Paris
6. ↑  La Section d'or, 1912-1920-1925, Cécile Debray, Françoise Lucbert, Musées de Châteauroux, Musée Fabre, exhibition catalogue, Éditions Cercle d'art, Paris, 2000
7. ↑  Christopher Green, Art in France: 1900–1940, Chapter 8, Modern Spaces; Modern Objects; Modern People, 2000
8. ↑  Duchamp-Villon's Façade architecturale, 1913
9. ↑  "Catalogue of international exhibition of modern art: at the Armory of the Sixty-ninth Infantry, 1913, Duchamp-Villon, Raymond, Facade Architectural
10. ↑  Gaunt, Pamela (Avgust 2005). »The Decorative in Twentieth Century Art: A Story of Decline and Resurgence« (PDF). Arhivirano iz prvotnega spletišča (PDF) dne 17. decembra 2008. Pridobljeno 30. aprila 2015.
11. ↑  Gartman, David (1994). Auto Opium. Routledge. str. 122–124. ISBN 978-0-415-10572-9.
12. ↑  monumente-online.de
13. ↑  Lexikon: Grassi-Museum. Arhivirano 2015-04-19 na Wayback Machine. In: Berliner Zeitung, 15. Juli 2005
14. ↑  »Official website of the National Basilica of the Sacred Heart in Koekelberg«. Arhivirano iz prvotnega spletišča dne 19. marca 2015. Pridobljeno 30. aprila 2015.
15. ↑  Geschichte der Manila Metropolitan Theaterder Manila Metropolitan Theater[mrtva povezava]

## LiteraturA
- Claus Bernet: Jugendstil, Secession, Art nouveau, Norderstedt 2013, ISBN 978-3-7322-4026-5.
- Wolfgang Hocquél, Jill L. Muessig: Art Déco in Leipzig. Schnell & Steiner, 2007
- Bernd Sikora, Bertram Kober: Bauhaus und Art Déco. Architektur der Zwanzigerjahre in Leipzig. Edition Leipzig, 2008
- Christoph Rauhut, Niels Lehmann: Modernism London Style. Hirmer München, 2012
- Norbert Wolf: ART DÉCO. Prestel Verlag, München 2013, ISBN 978-3-7913-4763-9